# Box-office France 1988
Cet article traite du box-office cinéma de 1988 en France.
Cette année, 409 films sortent sur les écrans, ce qui est relativement élevé pour la période.
Avec 124,7 millions de spectateurs, l'année 1988 s'inscrit dans la période baissière de la fréquentation qui marqua les années 1983 à 1991. L'offre télévisuelle en matière de cinéma s'est étendue avec la création de deux chaînes privées : La cinq et M6 trois ans plus tôt.
La fréquentation est marquée par trois évènements :
- La sortie du Grand Bleu de Luc Besson est accompagnée de critiques négatives qui négligent, au début, un phénomène de société qui permet au film de s'affirmer comme le champion de l'année après plusieurs mois.
- Le mois d'octobre voit la sortie à une semaine d'intervalle de deux champions : L'Ours et Qui veut la peau de Roger Rabbit. Le premier fait même une meilleure deuxième semaine que la première grâce aux vacances de la Toussaint.
- Bagdad Café (Allemagne) est le succès-surprise de l'été, obtenu grâce à un excellent bouche-à-oreille notamment à Paris (39 % des entrées).

Au total, Le Grand Bleu et L'Ours dépasseront la barre des 9 millions de spectateurs. C'est la première fois depuis 1966 que deux films y parviennent la même année. C'est d'autant plus remarquable avec le niveau de la fréquentation de cette année. Ils représentent près de 15 % du total des entrées de l'année.

## Les films à plus d'un million d'entrées
| Rang | Titre                                | Pays | Réalisateur                             | Entrées   |
| ---- | ------------------------------------ | ---- | --------------------------------------- | --------- |
| 1.   | Le Grand Bleu                        |      | Luc Besson                              | 9 194 343 |
| 2.   | L'Ours                               |      | Jean-Jacques Annaud                     | 9 136 266 |
| 3.   | Qui veut la peau de Roger Rabbit     |      | Robert Zemeckis                         | 5 878 731 |
| 4.   | La vie est un long fleuve tranquille |      | Étienne Chatiliez                       | 4 088 009 |
| 5.   | Itinéraire d'un enfant gâté          |      | Claude Lelouch                          | 3 254 397 |
| 6.   | Camille Claudel                      |      | Bruno Nuytten                           | 2 717 136 |
| 7.   | Crocodile Dundee 2                   |      | John Cornell                            | 2 557 914 |
| 8.   | Bagdad Café                          |      | Percy Adlon                             | 2 354 340 |
| 9.   | Liaison fatale                       |      | Adrian Lyne                             | 2 209 239 |
| 10.  | Willow                               |      | Ron Howard                              | 2 176 569 |
|      | Le Livre de la jungle (rep)          |      | Wolfgang Reitherman                     | 2 000 000 |
| 11.  | Rambo 3                              |      | Peter MacDonald                         | 1 989 064 |
| 12.  | Un prince à New York                 |      | John Landis                             | 1 937 163 |
| 13.  | La Petite Voleuse                    |      | Claude Miller                           | 1 834 940 |
| 14.  | RoboCop                              |      | Paul Verhoeven                          | 1 686 525 |
| 15.  | Chouans !                            |      | Philippe de Broca                       | 1 634 829 |
| 16.  | L'Étudiante                          |      | Claude Pinoteau                         | 1 583 067 |
| 17.  | Empire du soleil                     |      | Steven Spielberg                        | 1 329 673 |
| 18.  | Frantic                              |      | Roman Polanski                          | 1 293 721 |
| 19.  | Double Détente                       |      | Walter Hill                             | 1 292 988 |
| 20.  | Bernadette                           |      | Jean Delannoy                           | 1 287 538 |
| 21.  | L'Insoutenable Légèreté de l'être    |      | Philip Kaufman                          | 1 264 505 |
|      | Rox et Rouky (rep)                   |      | Art Stevens / Ted Berman / Richard Rich | 1 200 000 |
| 22.  | Le Proviseur                         |      | Christopher Cain                        | 1 194 334 |
| 23.  | Wall Street                          |      | Oliver Stone                            | 1 175 866 |
| 24.  | Moonwalker                           |      | Jerry Kramer / Colin Chilvers           | 1 140 816 |
| 25.  | Cry Freedom                          |      | Richard Attenborough                    | 1 061 441 |
|      | Les Aristochats (rep)                |      | Wolfgang Reitherman                     | 1 000 000 |

Par pays d'origine des films (Pays producteur principal)
- États-Unis : 13 films
- France : 9 films
- Allemagne : 1 film
- Australie : 1 film
- Royaume-Uni : 1 film
- Total : 25 films